# Torneo Dionisio Nespral
El Torneo Dionisio Nespral, denominado M25 Gijón en el Circuito mundial masculino de tenis ITF, es un torneo de tenis masculino que se celebra anualmente en agosto en la ciudad de Gijón, Asturias (España). Lo organiza el Real Club de Tenis de Gijón.

## Historia
Tras la inauguración de las instalaciones del Real Club de Tenis de Gijón en 1963, los tenistas  Manuel Santana y Juan Gisbert realizaron una exhibición sobre lo que eran las primeras pistas de tierra batida de Gijón, y, ante el éxito cosechado, el presidente, Dionisio Fernández-Nespral Aza, instauró el torneo para fomentar este deporte. En 1964 se disputó la primera edición, que ganó Juan Manuel Couder.
El único tenista que ha ganado el trofeo en propiedad, por sus tres triunfos consecutivos, es Carlos Bravo.
En 1984 y 1985 se disputó por equipos.
En 2019 pasó a formar parte del circuito IBP Tenis Series, en la categoría Open 3000, y en 2025 subió de categoría al circuito mundial masculino de tenis ITF M25.

## Palmarés
| Año  | Campeón                 |
| ---- | ----------------------- |
| 1964 | Juan Manuel Couder      |
| 1965 | Juan Manuel Couder      |
| 1966 | José cabezón            |
| 1967 | Luis Alberich           |
| 1968 | Miguel Martínez         |
| 1969 | Miguel Martínez         |
| 1970 | Luis Alberich           |
| 1971 | Alfredo Coco            |
| 1972 | Rafael Ruiz             |
| 1973 | Salvador Cabeza         |
| 1974 | Felio Morey             |
| 1975 | Fernando Iranzo         |
| 1976 | Juan Piñera             |
| 1977 | Antonio González        |
| 1978 | Carlos Bravo            |
| 1979 | Carlos Bravo            |
| 1980 | Carlos Bravo            |
| 1981 | Juan Avendaño           |
| 1982 | Carlos Bravo            |
| 1983 | Antonio Capitán         |
| 1984 | Club Tenis Valencia     |
| 1985 | Club Tenis Gijón        |
| 1986 | José Luis Aparisi       |
| 1987 | Joel Figueras           |
| 1988 | Jesús Colás             |
| 1989 | José Luis Aparisi       |
| 1990 | Federico Sánchez        |
| 1991 | Thierry Tulasne         |
| 1992 | Carlos di Laura         |
| 1993 | David Cortés            |
| 1994 | Jorge Martinez          |
| 1995 | Salvador Navarro        |
| 1996 | Feliciano López         |
| 1997 | José María Vicente      |
| 1998 | Tommy Robredo           |
| 1999 | Esteban Carril          |
| 2000 | Óscar Serrano           |
| 2001 | Manuel Sala             |
| 2002 | Esteban Carril          |
| 2003 | Francisco Clavet        |
| 2004 | Francisco Clavet        |
| 2005 | Galo Blanco             |
| 2006 | Esteban Carril          |
| 2007 | Rubén Ramírez           |
| 2008 | Richard Krajicek        |
| 2009 | Rubén Ramírez           |
| 2010 | Jorge Aguilar           |
| 2011 | Carlos Moyá             |
| 2012 | Daniel Gimeno           |
| 2013 | Albert Montañés         |
| 2014 | Albert Ramos            |
| 2015 | Pablo Carreño           |
| 2016 | Pablo Carreño           |
| 2017 | Tommy Robredo           |
| 2018 | Tommy Robredo           |
| 2019 | Sergio Gutiérrez Ferrol |
| 2021 | Enrique López Pérez     |
| 2022 | Enrique López Pérez     |
| 2023 | Julio César Porras      |
| 2024 | Nicolás Álvarez Varona  |
| 2025 | Lorenzo Giustino        |